# N-acetylglukosamin
N-Acetylglukosamin (GlcNAc, NAG) je derivát glukózy s acetamidovou skupinou navázanou na 2‘ uhlíku glukopyranózového cyklu. Je to amid glukosaminu a kyseliny octové a patří mezi tzv. aminosacharidy.

## Výskyt
D-izomer N-acetylglukosaminu představuje důležitou složku celé řady glykoproteinů a dalších biomolekul v tělech bakterií, rostlin i živočichů. Například peptidoglykan, materiál bakteriálních buněčných stěn, je do velké míry složen z N-acetylmuramové kyseliny, což je ether N-acetylglukosaminu a laktátu. Čistým polymerem N-acetylglukosaminu je chitin. Stejnou molekulu je možné najít jako stavební jednotku také v glykosaminoglykanech, jako je hyaluronan, chondroitin sulfát, dermatansulfát, keratansulfát atd.

## Syntéza
V buňkách dochází k syntéze tohoto aminocukru nejprve přenosem acetylové skupiny z acetyl-CoA na glukosamin-6-fosfát za vzniku N-acetylglukosamin-6-fosfátu a následnou mutázovou přeměnou na N-acetylglukosamin-1-fosfát. Ten patří mezi výchozí látky pro výrobu sialových kyselin.

## Molekulární parazitologie
N-Acetylglukosamin představuje (kvůli svému všudypřítomnému výskytu v těle mnohých živočichů) jeden z možných cílů parazitů, kteří potřebují najít tělo hostitele a přichytit se na něj. Jsou toho schopné například patogenní kmeny Entamoeba histolytica, které ve střevě rozeznávají pomocí specifických lektinů právě například N-acetylglukosaminovou skupinu.